# Trioceros montium
Espèce
Synonymes
- Chamaeleo montium Buchholz, 1874
- Chamaeleo montium grafi Mertens, 1966

Statut CITES
Statut de conservation UICN

 NT  : Quasi menacé
Trioceros montium est une espèce de sauriens de la famille des Chamaeleonidae.

## Répartition
Cette espèce est endémique du Cameroun.

## Publication originale
- Buchholz, 1874 : Bemerkungen über die im Cameroongebiet vorkommenden Arten von Chamäleonen. Monatsberichte der königlichen Akademie der Wissenschaften zu Berlin, vol. 1874, p. 77-89 (texte intégral).